# VOSEKO
VOSEKO (Vereniging Oud Studenten EKOnomie) en is de Alumnivereniging van de faculteit Economische en Toegepaste Economische Wetenschappen aan de Universiteit Gent.
De vereniging werd oorspronkelijk opgericht op 28 april 1935 als VLUG (Vereniging van Licentiaten der Universiteit Gent). Er werd reeds op 1 oktober overgestapt naar de huidige benaming. De vereniging heeft tot doel de behartiging, in de ruimste zin van het woord, van de collectieve en individuele belangen van haar leden. Er is een jongerenafdeling genaamd VOSEKO-Jongeren. Het deelbestuur hiervan werd goedgekeurd tijdens de Algemene vergadering van 10 maart 1995.